# エウィンゲラ属
エウィンゲラ属はグラム陰性の非芽胞形成通性嫌気性桿菌。腸内細菌科に属し、2015年現在基準種のエウィンゲラ・アメリカナのみが知られている。名称はアメリカの微生物学者で腸内細菌科の分類と命名に功績のあったウィリアム・ユーイングに因む。GC含量は53から59。
動物の腸内で見られ、日和見感染の原因菌のひとつ。フォーゲスプロスカウエル試験陽性で、グルコースを利用して有機酸を作り出す。